# 八峰キレット
座標: 北緯36度37分57.59秒 東経137度45分8.09秒 / 北緯36.6326639度 東経137.7522472度

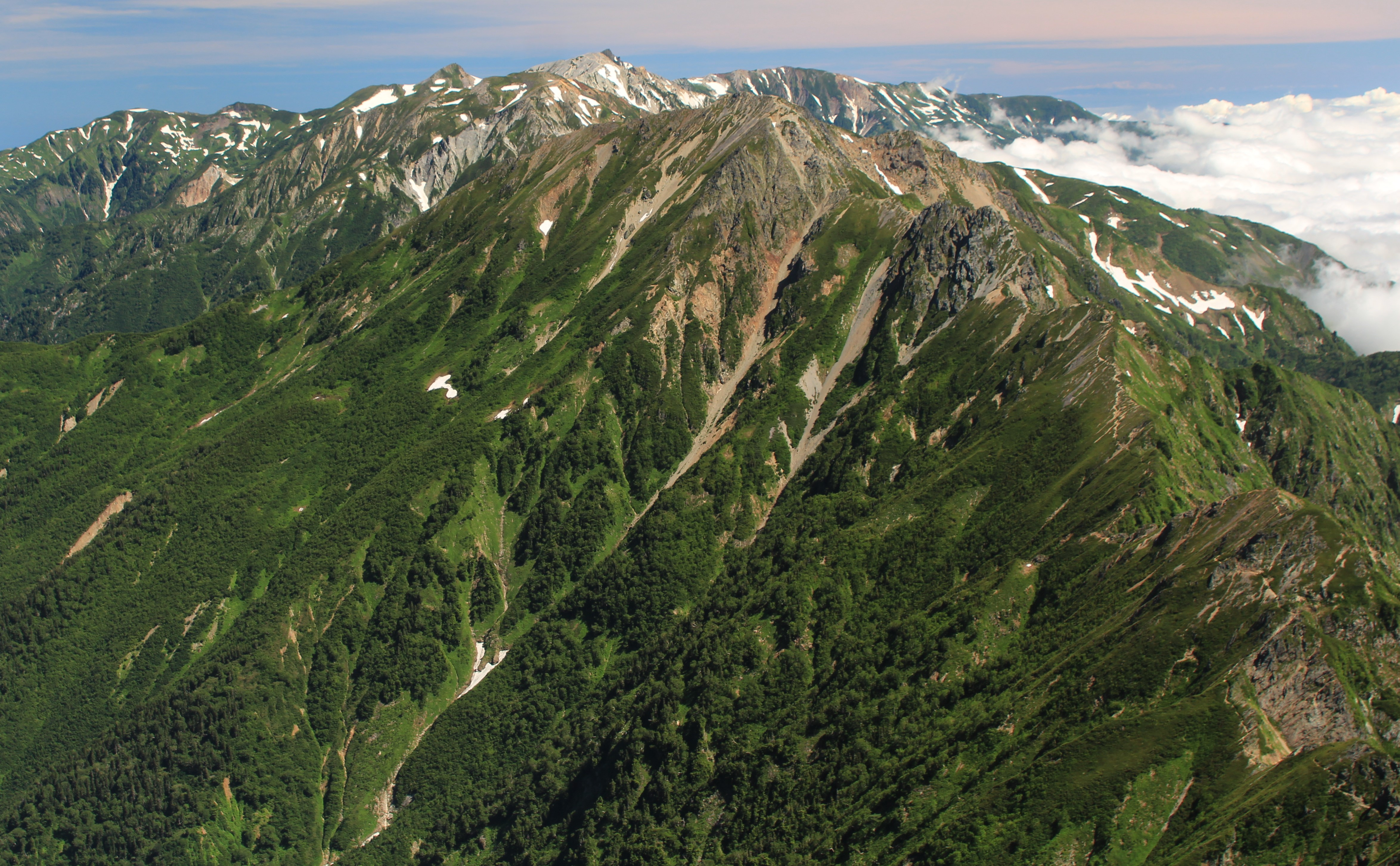
鹿島槍ヶ岳（北峰）から望む五龍岳、右下部に八峰キレット

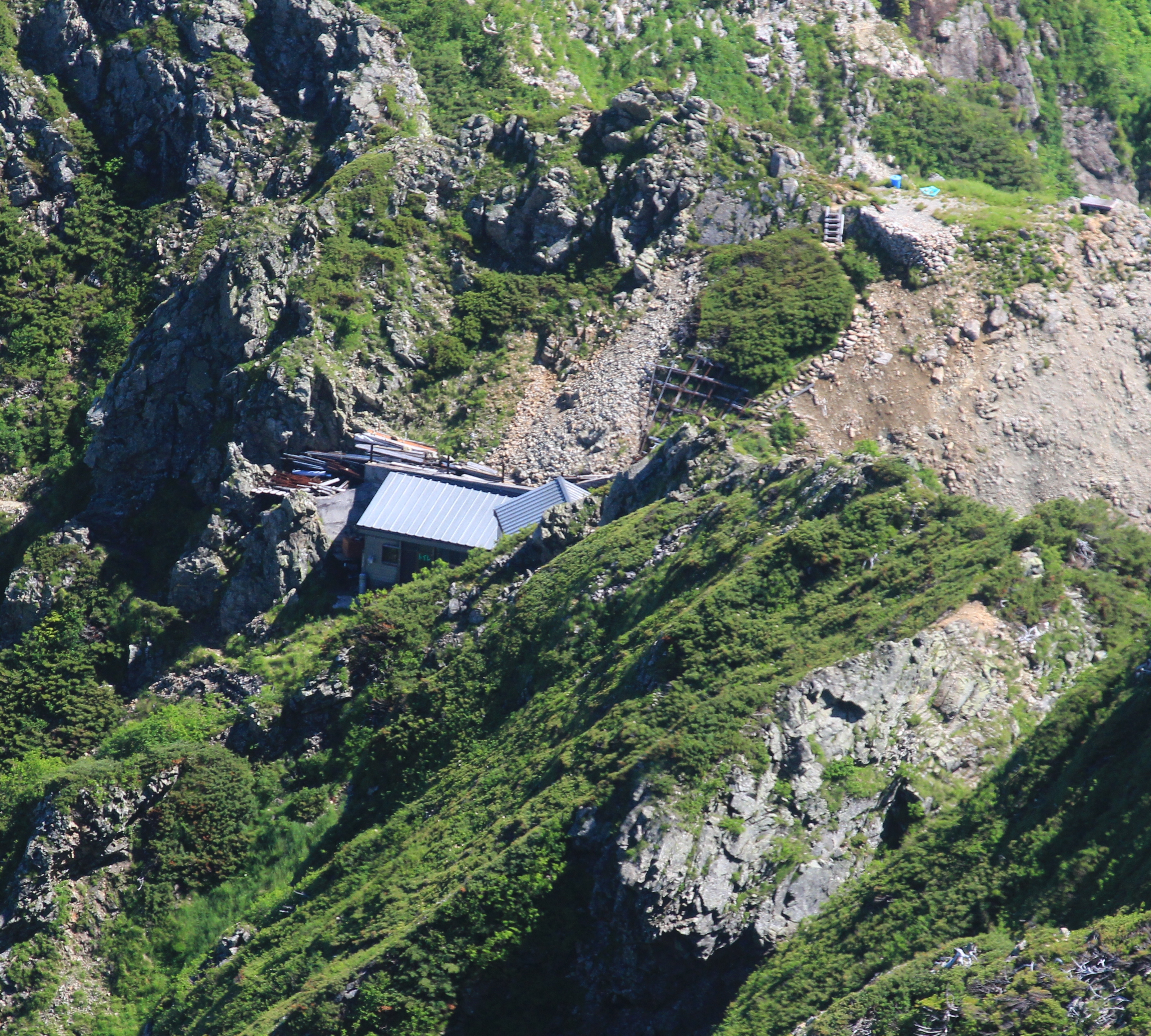
鹿島槍ヶ岳（北峰）から望むキレット小屋、その手前の南側に八峰キレット

八峰キレット（はちみねキレット）は、北アルプス後立山連峰の五竜岳、鹿島槍ヶ岳間にあるキレット。富山県、長野県の県境に位置する。

## 地理
大キレット（穂高岳（北穂高岳）－槍ヶ岳（南岳））、不帰キレット（唐松岳ー白馬岳（天狗の頭））と共に
日本三大キレットの一つに数えられる有名な難所である。キレット最鞍部である口ノ沢コル（標高2,416 m）より南側（鹿島槍側）へしばらく登るとキレット小屋があるが、そこから更に南側に登るとキレット最大の難所（標高2,518 m）がある。狭義にはこの箇所を八峰キレットと呼ぶ場合もある。そこから南にしばらく登ると鹿島槍ヶ岳北峰にたどり着く。鎖場やハシゴが連発し通行には細心の注意を必要とする。

## 山小屋
- キレット小屋（富山県黒部市宇奈月町大字黒部奥山国有林38イ）[1]